# Стоян Николов (борец)
Вижте пояснителната страница за други личности с името Стоян Николов.
Стоян Николов Иванов (Цоцо) е български борец.

## Биография
Роден е на 2 април 1949 г. в град Златица в семейството на Никола и Анастасия Цветкови. Започва да се занимава с класическа борба през 1963 г. при треньора Иван Минкин. През 1968 г. е включен в състава на Националния отбор по класическа борба на България.

### Успехи
От 1971 до 1980 г. е републикански шампион в категория до 90 кг. През 1971 г. става световен вицешампион в София, а през 1972 г. европейски шампион в Катовице, Полша. През същата година е обявен за Спортист № 1 в десетката на най-добрите спортисти от Софийски окръг. През 1973 г. става втори на Европейското първенство в Хелзинки, Финландия и бронзов медалист от Световното първенство в Техеран, Иран. През 1974 г. е бронзов медалист от Световното първенство в Катовице, Полша. Победител е в турнира „Никола Петров“ и носител на Златния пояс от 1975 г. Печели сребърен медал от Световното първенство в Минск, Беларус. За постиженията си отново е Спортист № 1 в десетката на най-добрите спортисти от Софийски окръг.
През 1976 г. става вицешампион на Европейското първенство в Ленинград. Олимпийски вицешампион от игрите в летните олимпийски игри в Монреал през 1976 г.. Завоюва трето място от Световното първенство в Гьотеборг през 1977 г. В 1978 г. е Отборен вицешампион с „Чавдар“, Етрополе на Републиканското първенство и Световен шампион от първенството в Мексико. През 1980 г. е носител на бронзов медал от първенството на Европа в Прага.
В цялата си спортна кариера Стоян Николов печели 11 медала от европейски, световни и олимпийски състезания. С това той поставя своеобразен рекорд. За периода от 1971 до 1978 г. печели всяка година без прекъсване най-малко по един медал от официални състезания.
От 1969 г. до 1982 г. той е несменяем капитан на отбор „Чавдар“ Етрополе. Обявен е за почетен гражданин на Етрополе.През 1983 г. прекратява състезателната си кариера.